# Cztery artykuły praskie

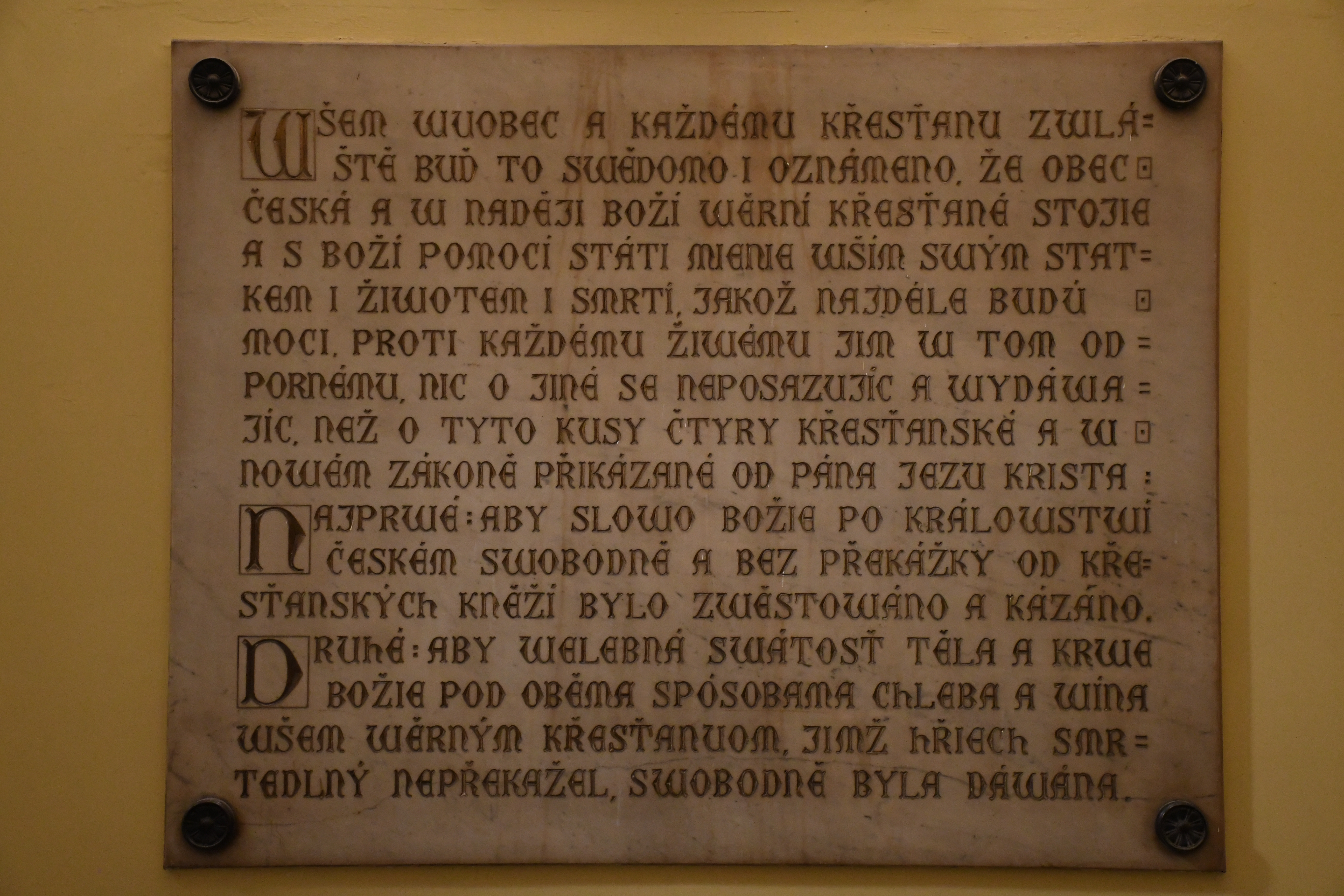
Płyta z tekstem artykułów w Ewangelickim kościele w Pradze

Cztery artykuły praskie – zbiór podstawowych postulatów opracowany przez duchowieństwo czeskie podczas dysput teologicznych w latach 1417–1420. Cztery artykuły praskie zawierały w sobie zasady doktrynalne jakie uznawali wszyscy wyznawcy husytyzmu.
Cztery artykuły praskie zostały uchwalone 3 kwietnia 1420 roku w Pradze. Były fragmentem manifestu narodowego z 27 maja 1420 roku skierowanego przeciw królowi Zygmuntowi Luksemburskiemu i krzyżowcom, w którym tłumaczono przyczyny schizmy w Kościele czeskim oraz przedstawiano argumenty za rewolucją jaką było powstanie husyckie.

## Opis
Artykuły praskie były zbiorem postulatów wynikających z nauczania Jana Husa. Zawierały  żądania wszystkich skrzydeł politycznych i denominacji husytów wobec Kościoła katolickiego. Domagano się w nich: 
- Prawa do swobodnego głoszenia Słowa Bożego,
- Przywrócenia komunii pod dwiema postaciami dla świeckich,
- Odebrania duchowieństwu władzy świeckiej i sekularyzacji dóbr kościelnych,
- Karania za grzechy śmiertelne przez władzę świecką[1].

Cztery artykuły praskie były przez stronnictwa husyckie różnie interpretowane i z czasem modyfikowane. Szlachta czeska po ich uchwaleniu w swoich odezwach świadomie pomijała postulat o publicznym sądzeniu grzechów śmiertelnych. Utrakwiści zwracali głównie uwagę na komunię pod dwiema postaciami, wolność głoszenia kazań w językach narodowych oraz udział świeckich w wyborze hierarchii duchownej. Radykałowie husyccy natomiast kierowali się nimi dosłownie. Zaowocowało to różnorodnością interpretacji Pisma Świętego, całkowitymi zmianami w sprawowaniu obrzędów, a także tworzeniem różnych szkół i denominacji religijnych w łonie husytyzmu, takich jak: adamici, bracia czescy, orebici, sierotki, taboryci.